# 大葉舌蕨
大葉舌蕨（学名：Elaphoglossum commutatum）为蘿蔓藤蕨科舌蕨屬下的一个种。